# Porirua

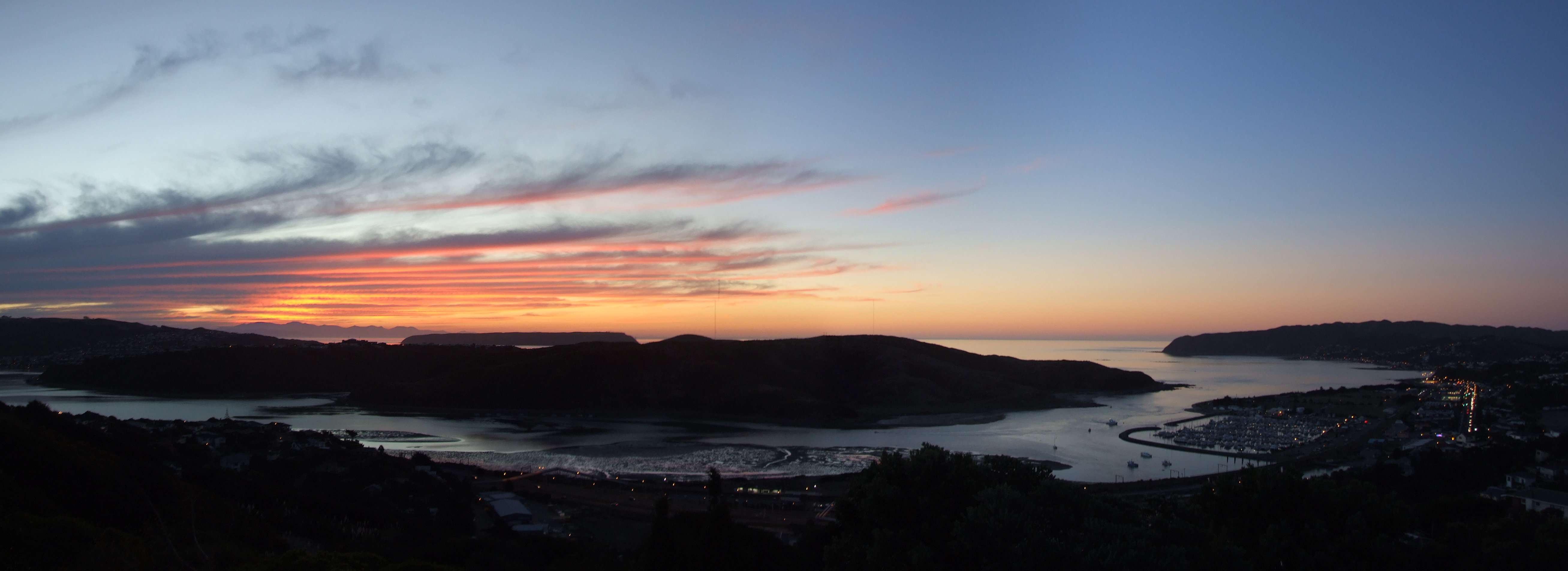

Porirua é uma cidade com aproximadamente 40.000 habitantes, localizada na parte sul da Ilha do Norte de Nova Zelândia. Ao sul, (cerca de 20 km de distância) fica Wellington, a capital do país.